# 假面騎士令和The First Generation
《假面騎士令和The First Generation》（日语：仮面ライダー 令和 ザ・ファースト・ジェネレーション），是日本特攝節目《假面騎士ZI-O》和《假面騎士ZERO-ONE》聯動劇場版，日本於2019年12月21日上映，台灣於2020年4月24日上映中日雙語版本，香港於2020年5月7日上映。

## 本作特色
- 本作為《令和假面騎士系列》的第一部劇場版，兼2010年代最後一部《假面騎士系列》劇場版作品。
- 本作為「假面騎士Generations」系列的第4彈，同時是繼《劇場版 假面騎士ZI-O Over Quartzer》之後令和假面騎士與平成假面騎士的第二次聯動。
- 本作騎士——假面騎士1型的整體造型首次致敬於《假面騎士》裡的假面騎士舊1號和《假面騎士 THE FIRST》裡的假面騎士1號，就連腰帶名字更是致敬於前例。
- 本作繼《劇場版 假面騎士Drive Surprise Future》和《假面騎士×假面騎士 Ghost & Drive 超MOVIE大戰 Genesis》再次出現更換變身腰帶而變身為復數騎士之一的主角騎士。
- 本作登場的騎士及怪人[2]都象徵著新時代1號的意味。
- 本作繼《假面騎士×假面騎士 鎧武 & Wizard 天下決勝之戰國MOVIE大合戰》《假面騎士×假面騎士 Drive & 鎧武 MOVIE大戰 Full Throttle》《假面騎士×假面騎士 Ghost & Drive 超MOVIE大戰 Genesis》《假面騎士平成Generations Dr.Pac-Man對EX-AID&Ghost with 傳說騎士》《假面騎士平成Generations FINAL Build & EX-AID with 傳說騎士》後，再次出現於劇中角色重新獲得變身能力的設定。
- 值得一提的是，日本寫真偶像——鈴木富美奈也於推特上發表聲明，稱也參與本作的拍攝。
- 為了配合本作的上映，其中一位推特用戶還特地在宣傳海報上繪製出了「假面騎士ZI-O ZERO-ONE裝甲[3]」和「假面騎士ZERO-ONE 騎士時刻ZI-O[4]」的造形圖，引起轟動。
- 本作繼《假面騎士×假面騎士 W & Decade MOVIE大戰2010》《假面騎士×假面騎士 OOO & W feat. Skull MOVIE大戰 Core》《劇場版 假面騎士Ghost 100個眼魂與Ghost命運的瞬間》《劇場版 假面騎士EX-AID True·Ending》後第五次於劇場版出現身份為父親類型的假面騎士。
- 本作繼《假面騎士×假面騎士 OOO & W feat. Skull MOVIE大戰 Core》和前作《假面騎士平成Generations Forever》後，再次出現用CG效果繪製成的巨大怪人，亦是繼前作《假面騎士平成Generations Forever》後擁有進化形態。
- 《假面騎士ZERO-ONE》本篇中即將現身的第七位主要假面騎士Thouser於本作先行登場。

### 各作品關聯性
- 根據官方的說法，本作與《假面騎士ZERO-ONE》的第1話有連接關係[5][6]，而且時間點也確定是在外傳《假面騎士ZI-O NEXT TIME Geiz Majesty》之前。[7]

## 本作世界觀
ZI-O的世界
《假面騎士ZI-O》最終話莊吾成為逢魔ZI-O，使用逢魔ZI-O的力量重塑歷史將合而為一的世界重新分離，除了沃茲以外莊吾三人都失去作為假面騎士的記憶，於本作中因ZERO-ONE世界的影響，導致已分離的各個世界再次合而為一，同時身邊的人也全都變成了Humagear。
ZERO-ONE的世界
因另類ZERO-ONE的誕生，而歷史發生改變，成為了Humagear滅絕人類並統治世界的狀態，而原本沉歿於水中的方舟成功發射到空中，傑亞衛星則被飛電殘存的員工存放在於地底下。

## 故事概要
ZI-O，終焉之日；ZERO-ONE，起始之日。絕對不能相交起來，在两个相交的世界之前会发生什么？
2019年，世界被人工智能Humagear统治，身处不同世界的假面骑士ZERO-ONE和假面骑士ZI-O奇迹般地相遇，虽然二人都是为了拯救世界，但等待着他们的究竟是携手还是对立？
父親的夢想、兒子的夢想、各自的想法互相碰撞時，到底會面臨怎樣的未來…！？

## 用語
真逢魔降臨
原文： / shin Oma Advent Calendar
因ZERO-ONE世界的影響，導致已分離的各個騎士世界再次合而為一，而從沃兹手中持有的一本書籍，而書中只留著一頁「新時代，起始的騎士誕生」頁面內容，講述了新時代最初的騎士《假面騎士ZERO-ONE》誕生的故事。
在沃茲與迅對戰中，還被用做擋箭牌，可見其防禦能力極度高超。

## 登場人物

### 假面騎士
飛電或人（ひでん・あると）（高橋文哉飾／台灣配音：賈文安／香港配音：林筠翔）
假面騎士ZERO-ONE和假面騎士001的變身者。
因另類ZERO-ONE(2007年)的誕生導致歷史發生改變，與伊茲一同受到澤亞衛星的保護，未受到歷史改變影響，與A.I.M.S的成員一同成為了反抗軍，在被另類ZERO-ONE快擊敗之時，被莊吾等人所救，與莊吾一行人一同回到過去尋找修復歷史的關鍵，與父親其雄的對話中，認為父親也對人類產生出了敵意，而感到迷惘，受到莊吾的的指點也能重新的再度勇往直前，在最後的決戰中戰勝父親其雄，也獲得父親的認同讓或人秉持著自己的夢想展翅高飛，成為新時代的1號騎士，在歷史受到修正後，與莊吾兩人因是否要保留大家相遇的記憶而互相較量一番決定。
常磐莊吾（ときわ・ソウゴ）（奥野壯飾／台灣配音：蔣鐵城／香港配音：陳浩鈿）
假面騎士ZI-O的變身者。
在重啟的世界中因ZERO-ONE世界的影響，導致已分離的各個世界再次合而為一，而被Humagear襲擊，從身上掉出騎士錶頭，而後被沃茲所救，恢復了舊世界擁有的記憶及騎士力量，為了修復歷史，出發尋找新時代最初的騎士，在或人被另類ZERO-ONE快擊敗之時出手相救，與或人一同回到過去找尋修復歷史的關鍵(2007年)，在看到遇到迷惘的或人，給予了心靈上的指點，使或人能再度勇往直前，在歷史受到修正後和或人兩人因是否要保留各自相遇過的記憶雙方持不同的意見互相較量一番。
不破諫（ふわ・いさむ）（岡田龍太郎飾／台灣配音：陳彥鈞／香港配音：黃尉斯）
假面騎士Vulcan的變身者。
受到歷史改變的關係，成為了反抗軍的領隊，帶領隊員們一同對抗Humagear，在或人被Humagear襲擊時，解救了或人，在最後與刃唯阿一同擊敗了另類ZERO-ONE。
刃唯阿（やいば・ゆあ）（井桁弘惠飾／台灣配音：穆宣名／香港配音：王慧珠）
假面騎士Valkyrie的變身者。
受到歷史改變的關係，和不破一同成為了反抗軍的領隊，帶領隊員們一同對抗Humagear，在或人被Humagear襲擊時，也和不破諫一起解救了或人，在最後與不破諫一同擊敗了另類ZERO-ONE。
明光院月津（みょうこういん・ゲイツ）（押田岳飾／台灣配音：歐祖豪／香港配音：陳啟織）
假面騎士Geiz的變身者。
在重啟的世界中ZERO-ONE世界的影響，導致已分離的各個世界再次合而為一，改變而被Humagear襲擊，從身上掉出騎士錶頭，後被沃茲所救，恢復了舊世界擁有的記憶及騎士的力量。
沃茲（ウォズ）（渡邊圭祐飾／台灣配音：陳彥鈞／香港配音：簡懷甄）
假面騎士Woz的變身者。
唯一擁有舊世界記憶的人，在莊吾等人被Humagear襲擊時，解救了莊吾等人，因ZERO-ONE世界的影響，而在手中持有了一本名為『真逢魔降臨曆』的書籍，在莊吾等人最後回歸正常的校園生活後靜靜的在身旁觀察著莊吾等人的未來。
月讀（ツクヨミ）（大幡詩繪理飾／台灣配音：劉如蘋／香港配音：楊婉潼）
假面騎士Tsukuyomi的變身者。
在重啟的世界中因ZERO-ONE世界的影響，導致已分離的各個世界再次合而為一，而被Humagear襲擊，從身上掉出騎士錶頭，而後被沃茲所救，恢復了舊世界擁有的記憶及騎士的力量。
迅（中川大輔飾／台灣配音：黃天佑／香港配音：袁德基）
假面騎士迅的變身者。
滅亡迅雷.net組職的一員。
雖然歷史受到影響，但與原作一樣領導著Humagear對人類進行叛亂，也同樣保留著與原本歷史當中遵循方舟的意志的思想方式，最後被月津、沃茲、月讀擊退。
滅（砂川脩彌飾／台灣配音：江志倫／香港配音：伍博民）
假面騎士滅的變身者。
滅亡迅雷.net組職的一員。
雖然歷史受到影響，但與原作一樣為滅亡迅雷.net組職的指揮官，領導著Humagear對人類進行叛亂，也同樣保留跟原作歷史當中遵循方舟的意志思想方式，最後被月津、沃茲、月讀擊退。
天津垓（あまつ・がい)（櫻木那智聲演／台灣配音：陳彥鈞／香港配音：鄧肇基）
假面騎士Thouser的變身者。
於故事的結尾站在了位於破曉鎮水下遺址中方舟的上空，透露了方舟的復活。

### 《假面騎士ZERO-ONE》原主要人物
伊絲（イズ）（鶴嶋乃愛飾／台灣配音：穆宣名／香港配音：李蔓宜）
雖然歷史受到改變，但和或人一同受到澤亞衛星的保護，未受到歷史的影響，在被敵人抓住之後，從或人手中救出，想起了原作中原本的回憶(數據)，也和或人一樣懷抱著人類與Humagear一起共同努力創造未來的夢想。
劇情結尾時仍舊保留著歷史改變的世界的記憶。
福添准（ふくぞえ・じゅん）（兒嶋一哉飾／台灣配音：陳彥鈞／香港配音：簡懷甄）
在歷史改變的時間點，與飛電殘存的員工等人一同守護傑亞衛星，將傑亞衛星發射到太空中，完成前社長飛電是之助的夢想。
劇情結尾時要求謝絲塔幫他開發他專屬的變身腰帶。
飛電是之助（ひでん・これのすけ）（西岡德馬飾／台灣配音：蔣鐵城／香港配音：袁德基）
本作中因對自己的助理威爾行為舉止感到在意，後來透過調查發現其雄暗中開發假面騎士系統及威爾獨自修改衛星方舟的內容，在12年前(2007年)也受到因方舟的感染產生自我意識成為另類ZERO-ONE的威爾襲擊，而失去性命。
謝絲塔 （シェスタ）（成田愛純飾／台灣配音：連婉鈞／香港配音：王慧珠）
因歷史改變的關係，反而成為了另類ZERO-ONE威爾的AI助理，後受到伊絲跟或人的影響，而提出讓飛電Intelligence交還給飛電家族正式繼承人的或人的臨時提議。
劇情結尾時在福添准要求開發出他專屬的腰帶時吐嘈他。
山下三造（やました・さんぞう）（佐伯新飾／台灣配音：江志倫／香港配音：黃尉斯）
在歷史改變的時間點，與飛電殘存的員工等人一同守護傑亞衛星，將傑亞衛星發射到太空中，完成前社長飛電是之助的夢想。

### 本作登場人物
飛電其雄（ひでん・それお）（山本耕史飾／台灣配音：黃天佑／香港配音：伍博民）
假面騎士1型的變身者，飛電或人的父親。
為了實現兒子或人的夢想，在12年前(2007年)與威爾一同研發出了「假面騎士」系統，也從中阻止被他人竄改成對人類懷有惡意的人工智慧，暴走的方舟發射到宇宙造成危險，但受到變成另類ZERO-ONE威爾的阻撓，也受到了方舟的感染，與或人展開對峙，在最後與或人的決戰後，告訴或人應該秉持著自己的夢想展翅高飛，成為新時代的1號，在歷史更正後，飛電其雄本人也從時空中消失。
威爾（ウィル）（和田聰宏飾／台灣配音：江志倫／香港配音：鄧肇基）
另類ZERO-ONE的變身者。
秘書型Humagear，也是飛電是之助的AI助理，與飛電其雄一同研發出了「假面騎士」系統，在12年前(2007年)為了幫Humagear能爭取人權，在菲妮絲的誘導下成為了另類ZERO-ONE，受到方舟的感染也擁有了自我意識，襲擊了飛電是之助，成為了飛電Intelligence的現任社長，而在改變歷史過後的時間點(2019年)，視或人為公司的入侵者，最後被假面騎士Vulcan及假面騎士Valkyrie聯手擊敗。
菲妮絲（フィーニス）（生駒里奈飾+石井康嗣聲／台灣配音：劉如蘋／香港配音：李蔓宜）
時劫者的一員。
另類1號和另類新1號的變身者。
為了塑造一個新的時代，成為時代的創造者，把莊吾重塑的假面騎士歷史修正，而利用威爾來改變ZERO-ONE世界的歷史誘使莊吾前來，並從莊吾身上搶奪走成為逢魔ZI-O後所獲得的全騎士力量，並得到了『另類1號』的騎士錶頭，成為了『最初的騎士』，最後被ZERO-ONE和ZI-O兩人聯手擊敗。

## 本作限定登場假面騎士/形態

### 假面騎士001
變身者：飛電或人（替身演員：繩田雄哉、CV：高橋文哉）
原文： / Kamen Rider ZEROZERO-ONE
| 形態名稱               | 簡介 | 外觀                     | 能力 | 必殺技 |
| Rising Hopper 昇華蝗蟲 | 原文： 配合強制昇華器及使用Rising Hopper ProgriseKey變身的形態 身高：196.8cm 體重：92.1kg 拳擊力：9.1t 踢擊力：52.6t 跳躍力：63.5m 行動速度：100m / 3.1秒 | 全身以熒光、黃和黑色為主 | 基本形態兼ZERO-ONE的初始形態。 擁有和蝗蟲一樣的跳躍能力。 其強化服搭載了強化近戰格斗能力的機能，能否最大限度發揮性能取決于變身者的資質，也能夠以高速跳躍後從足尖注入破坏能量的踢擊消滅敵人。 | Rising Dystopia 原文： 全身強化，可進行超高速戰鬥。 Rising Utopia 原文： 該型態所屬的必殺技（騎士踢）。 右脚集束最大能量騰躍後，纏繞著螢黄色的電子狀光芒施以飛踢將敵人一擊貫穿。 |

### 假面騎士1型
變身者：飛電其雄（替身演員：高岩成二、CV：山本耕史）
原文： / Kamen Rider Ichigata（Type-1）
| 形態名稱                | 簡介 | 外觀                     | 能力 | 必殺技 |
| Rocking Hopper 鋼岩蝗蟲 | 原文： 配合旋風昇華器及使用Rocking Hopper ZetsumeriseKey變身的形態 身高：200.0cm 體重：98.3kg 拳擊力：14.2t 踢擊力：60.6t 跳躍力：68.4m 行動速度：100m / 2.8秒 | 全身以天藍、銀和黑色為主 | 基本形態。 擁有和蝗蟲一樣的跳躍能力，且有修復失控暴走Humagear的能力。 作為假面騎士系統的設計原點，戰鬥時以活用驅動系統的格鬥技為主要作戰風格，以頸部的粒子排放袖——「Cycled Muffler」放出強化粒子，進行超高速的肉搏戰連擊。 | Rocking Spark 原文： 畫面文字：鋼蝗閃光 全身強化，可進行超高速戰鬥。 Rocking The End 原文： 畫面文字：鋼蝗終焉 右腿纏繞紅色衝擊波給予的騎士踢。 |

## 本作登場怪人
有關參考：用語
有關參考：用語

### MAGiA
| 日本原文名字 | 中文名字     | 英文名字     | Humagear對象 | 身高 | 體重 | 特色 / 能力     | 備註 |
| ------------ | ------------ | ------------ | ------------ | ---- | ---- | --------------- | --- |
|              | Battle MAGiA | Battle Magia | 未知Humagear | 不明 | 不明 | 防禦裝甲 / 槍械 | 為時劫者菲妮絲改變的歷史中威爾及滅亡迅雷.net所率領的戰鬥用Humagear。 由於追加裝甲與槍械裝備，能發揮超越三葉蟲MAGiA的戰鬥能力。 |

### Another Rider
| 日本原文名字 | 中文名字  | 英文名字       | 契約者            | 時劫者/假面骑士/其他 | 對應西 | 身高    | 體重   | 特色 / 能力                                 | 襲擊目標            | 備註                                                                        |
| ------------ | --------- | -------------- | ----------------- | -------------------- | ------ | ------- | ------ | ------------------------------------------- | ------------------- | --------------------------------------------------------------------------- |
|              | 另類      | Another        | 威爾 （2007年）   | 菲尼斯 / 威爾        | 2019年 | 206.9cm | 89.2kg | 格鬥 / 飛行 / 釋放類似蝗蟲的攻擊生物        | 人類                | 可掀起強大的旋風，甚至能使用Attache Calibur。                               |
|              | 另類1号   | Another 1      | 菲尼斯 （2069年） | 菲尼斯               | 2007年 | 10.19m  | 9.1t   | 利用巨大身體的格鬥攻擊                      | 常磐莊吾 ↓ 假面騎士 | 體型巨大，且雙手也巨大，下半身為旋風號機車。                                |
|              | 另類新1号 | Another Shin 1 | 菲尼斯 （2069年） | 菲尼斯               | 2019年 | 12.75m  | 10.8t  | 擁有鋒利刀刃的副腕 / 利用巨大身體的格鬥攻擊 | 常磐莊吾 ↓ 假面騎士 | 為另類1號與假面騎士Geiz專屬時間魔神合二為一的姿態，下半身從機車進化為蝗蟲。 |

## 本作登場道具

### 變身腰帶
旋風昇華器
原文： / Cycloneriser
假面騎士1型所使用的變身腰帶，由飛電其雄本人親自研發，不同於滅亡迅雷強制昇華器的黃黑配色，是以紅白配色為主。
變身的音效為「Cyclone Rise! ◆◆!」；發動必殺技的音效為「▲▲! Spark!」，再次發動必殺技的音效為「▲▲! The End!」。

### 另類手錶（Another Watch）
| 英文名稱         | 日文名稱         | 中文名稱 | 所屬年份 | 能力                 | 備註                                                           |
| ---------------- | ---------------- | -------- | -------- | -------------------- | -------------------------------------------------------------- |
| Another ZERO-ONE | アナザーゼロワン |          | 2019     | 變身成另類ZERO-ONE。 |                                                                |
| Another 1        |                  | 另類1號  | 1971     | 變身成另類1號。      | 菲妮絲從莊吾身上吸收成為逢魔ZI-O後所獲得的全騎士力量製作而成。 |

### 絕滅昇華之鑰
| 英文名稱       | 日文名稱           | 中文名稱 | 能力                  | 備註 |
| -------------- | ------------------ | -------- | --------------------- | --- |
| Rocking Hopper | ロッキングホッパー | 鋼岩蝗蟲 | 可變身成假面騎士1型。 | 存放滅絕種昆蟲「洛磯山黑蝗」型像資料的Key型道具。 啓動音效為「Kamen Rider」（日文：「仮面ライダー」） 二次啓動音效為「Rocking Hopper's ability!」 完整變身音效為「The sole hero of ju ju ju justice! Rocking Hopper! Kamen Rider will fight to protect humanity. TYPE-1」 （日文：ザ・ソール・ヒーロー・オブ・ジャ・ジャ・ジャ・ジャスティス！ロッキングホッパー！」） 在歷史更正後，該ZetsumeriseKey便從時空中消失。 |

## 樂曲
「Another Daybreak」
- 演唱：J×Takanori Nishikawa
- 作詞：Takanori Nishikawa＋ゆよゆっぺ
- 作曲：J
- 編曲：J×Takanori Nishikawa and DJ'TEKINA//SOMETHING

## 演員
- 飛電或人 - 高橋文哉
- 常磐莊吾 - 奧野壯
- 不破諫 - 岡田龍太郎
- 伊絲 - 鶴嶋乃愛
- 刃唯阿 - 井桁弘惠
- 明光院月津 - 押田岳
- 月讀 - 大幡詩繪理
- 沃茲 - 渡邊圭祐
- 迅 - 中川大輔
- 滅 - 砂川脩彌
- 謝絲塔 - 成田愛純
- 山下三造 - 佐伯新
- 守 - 吉田悟郎
- 歐庫雷爾 - 寺本翔悟
- 或人（童年） - 中野遙斗
- 教師Humagear - 長濱慎
- 學生Humagear - 平岩輝海
- 看護師Humagear - 吉村優花
- 反抗軍
  - 軍團長 - 笠原龍司
  - 雇傭兵 - 竹中隼人
  - 黑道男 - 潮見勇輝
  - 被捲入的觀光客 - Tom Constantine
  - 超迷你重裝備 - Gaimon
  - 性感炸藥 - 鈴木富美奈
  - 金髮眼罩 - 橋本百合香
  - 莫西干髮青年 - 佐野祐介
  - 老士兵 - 佐藤隆幸
  - 頭盔男 - 寺澤了
- 避難民眾 - HAPPY遠藤、羽田謙治、和久井幸一、梅垣然太、高畑祐史、大平柚、山田良行、北野知子、篠宮曉
- 福添准 - 兒嶋一哉
- 飛電其雄 - 山本耕史
- 威爾 - 和田聰宏
- 菲妮絲 - 生駒里奈
- 飛電是之助 - 西岡德馬

### 配音演出
- 假面騎士Thouser - 櫻木那智
- 另類一號 - 石井康嗣

## 製作人員
- 原作 - 石之森章太郎
- 導演 - 杉原輝昭
- 劇本 - 高橋悠也

## 外部連結
- 官方網站 （页面存档备份，存于）
- 互联网电影数据库（IMDb）上《假面騎士令和》的资料（英文）